# Ramon Celma i Grau
Ramon Celma i Grau   (Morella, 24 de gener de 1924 - Terrassa, 16 d'agost de 2007) fou un futbolista català de les dècades de 1940 i 1950.

## Trajectòria
Fou un centrecampista defensiu, que ocasionalment arribà a jugar de defensa. Procedent del Terrassa FC, jugà un total de nou temporades al RCD Espanyol, entre els anys 1944 i 1953, amb un total de 118 partits a primera divisió i 6 gols marcats. Formà un gran tàndem al centre del camp amb Mariano Veloy. Disputà la final de Copa de l'any 1947 a La Corunya enfront del Reial Madrid i que es perdé per 2 a 0, així com de les golejades per 7 a 1 al Reial Madrid i 6 a 0 al FC Barcelona, a Sarrià. El 1953 fitxà pel Centre d'Esports Sabadell, i una temporada més tard jugà al Deportivo de La Corunya. Acabà la seva trajectòria a la seva ciutat natal, al Terrassa FC i al CD Agut. Disputà tres partits amb la selecció catalana de futbol entre 1947 i 1948. Un cop retirat fou secretari tècnic del Terrassa FC, i entrenador del club.